# 66479 Хілі
66479 Хілі (66479 Healy) — астероїд головного поясу, відкритий 4 вересня 1999 року.
Тіссеранів параметр щодо Юпітера — 3,323.